# Anello D
L'anello D è l'anello planetario più interno del pianeta Saturno; è situato all'interno del più noto anello C ed è estremamente rarefatto.
Nuove osservazioni della navicella Cassini della NASA rivelano che i caratteristici anelli di Saturno sono cambiati notevolmente negli ultimi 25 anni. Parti dell'anello D - sono diventate più fioche da quando la navicella Voyager era passata vicino al pianeta nel 1981. Un pezzo dell'anello D si è addirittura spostato di 200 chilometri verso Saturno. Mentre gli scienziati si interrogano sulle cause dei cambiamenti, le osservazioni potrebbero rivelare qualcosa anche sull'età e la durata degli anelli.